# Evert Lindkvist
Evert Lindkvist, folkbokförd Lars Evert Roland Lindquist, född 31 maj 1935 i Eksjö stadsförsamling i Jönköpings län, uppvuxen i Huskvarna, är en svensk skådespelare. Han är far till fotografen Lasse Lindkvist.

## Biografi
Lindkvist växte upp i Huskvarna. Hans far spelade amatörteater, hans farbror var pingspastor och hans farfar amatörpredikant. Hans teaterintresse växte när han besökte Huskvarna Folkets park och där såg på kringresande teatersällskap. Lindkvist tillbringade en tid till sjöss innan han återvände till Sverige och bosatte sig i Göteborg. Han provspelade för Folkteatern och debuterade 1956 på denna scen. Han var fast engagerad på denna scen till och med 1996, med kortare avbrott för gästspel vid Åbo Svenska Teater och Riksteatern. Bland de föreställningar Lindkvist medverkat i på Folkteatern märks Krakel Spektakel Kusin Vitamin, Havet, Inte bara krakel, Efter föreställningen och Bettys pensionat. Han har även spelat komediroller hos Hagge Geigert på Lisebergsteatern, till exempel Hotelliggaren och Kuta och kör.
I TV har Lindkvist framträtt i en rad olika dramaproduktioner, här kan nämnas Hem till byn, Solisterna, Glappet, Saltön och Raskens 1976 där han spelade bondsonen Oskar. Mest känd är han dock för rollen som poliskommissarie Nils Gryt i deckarserien om Polisen i Strömstad (under fem säsonger), med bland andra Per Oscarsson, Alf Nilsson och Stefan Ljungqvist i övriga roller.
Lindkvist är bosatt i Göteborg och i Småland. Han har under flera somrar medverkat i Gnosjöspelen. Tillsammans med Lisette Schulman och arkeologen Anna-Lena Segestam tävlade han i det allra första avsnittet av På spåret 1987.
Han är sedan 1964 gift med Birgitta Seth (född 1935).

## Filmografi
- 1971–2006 – Hem till byn (TV-serie)
- 1973 – Bröd för dagen (TV-serie)
- 1974 – Fiskeläget (TV-serie)
- 1974 – Albert & Herbert (TV-serie)
- 1974 – Rulle på Rullseröd (TV-serie)
- 1976 – Raskens (TV-serie)
- 1976 – De lyckligt lottade (TV-serie)
- 1977 – Soldat med brutet gevär (TV-serie)
- 1977 – Hammarstads BK (TV-serie)
- 1978–1980 – Hedebyborna (TV-serie)
- 1981 – Hundarnas morgon
- 1981 – Det finns inga smålänningar (TV-serie)
- 1981 – Kallocain (TV-serie)
- 1982 – Fleksnes fataliteter (TV-serie)
- 1982 – Flygande service (TV-serie)
- 1982 – Om kärlek är... (TV-serie)
- 1982 – Albert & Herberts julkalender (TV-serie)
- 1982 – Polisen som vägrade svara (TV-serie)
- 1983 – Nilla (TV-serie)
- 1983 – Vid din sida (TV-serie)
- 1983 – Utflykten
- 1984 – Martin Frosts imperium
- 1984 – Tryggare kan ingen vara ... (TV-serie)
- 1984 – Polisen som vägrade ge upp (TV-serie)
- 1985 – Rid i natt! (TV-serie)
- 1985 – Smugglarkungen
- 1986 – Yngsjömordet
- 1988 – Polisen som vägrade ta semester (TV-serie)
- 1988 – Sommarens tolv månader
- 1989 – Sparvöga (TV-serie)
- 1990 – En hel del
- 1991 – Ålder okänd (TV-serie)
- 1992 – Damen i handskdisken
- 1992 – Efter föreställningen
- 1993 – Polisen och domarmordet (TV-serie)
- 1993 – Den korsikanske biskopen (TV-serie)
- 1994 – Pillertrillaren
- 1994 – År av drömmar (TV-serie)
- 1996 – Harry & Sonja
- 1996 – Polisen och pyromanen (TV-serie)
- 1997 – Glappet (TV-serie)
- 1998 – Rena rama Rolf (TV-serie)
- 1999 – Hallå
- 1999 – Porträttet
- 2000 – Det nya landet (TV-serie)
- 2001 – Kommissarie Winter (TV-serie)
- 2001 – Sjätte dagen (TV-serie)
- 2001 – Livvakterna
- 2002 – Familjen (TV-serie)
- 2002 – Syrenernas tid
- 2002 – Självsfränder
- 2003 – De drabbade (TV-serie)
- 2003 – Solisterna (TV-serie)
- 2005–2017 – Saltön (TV-serie)
- 2005 – Borkmanns punkt
- 2005 – Miraklet i Småland
- 2007 – Den man älskar
- 2008 – Glasdjävulen
- 2010 – Yoghurt
- 2012 – Jävla pojkar
- 2014 – Her er Harold
- 2025 – Stall-Erik och snapphanarna

## Teater

### Roller (ej komplett)
| År   | Roll     | Produktion                                                    | Regi            | Teater             |
| ---- | -------- | ------------------------------------------------------------- | --------------- | ------------------ |
| 1978 | Tevje    | Spelman på taket Jerry Bock, Sheldon Harnick och Joseph Stein | Georg Malvius   | Åbo Svenska Teater |
| 1979 | Harpagon | Den girige Molière                                            | Georg Malvius   | Åbo Svenska Teater |
| 1997 |          | Europa David Greig                                            | Joachim Siegård | Folkteatern        |
| 1997 |          | La Barracca Lars-Eric Brossner och Kjell Sundstedt            | Eva Gröndahl    | Folkteatern        |
| 1998 |          | Krymplingen på Inishmaan Martin McDonagh                      | Margita Ahlin   | Folkteatern        |